# Protestos na China em 2011
Os protestos na China em 2011 referem-se a uma série de conclamações do Movimento Democrático Chinês por ações de rua pró-democracia semanais em mais de uma dúzia de cidades da República Popular da China a partir de 20 de fevereiro de 2011. Inspirado na Revolução de Jasmim na Tunísia, os protestos resultaram numa imediata resposta governamental, que reagiu com opressão policial e a prisão dos envolvidos.
Inicialmente, os organizadores recomendaram o grito de slogans em 20 de fevereiro, encorajando "caminhadas" a partir de 27 de fevereiro com a intenção de minimizar a reação policial ao mesmo tempo que mantinham o ciclo de ações. O número de protestantes não pôde ser determinado. Acredita-se que a participação tenha sido baixa, com protestos e respostas das autoridades registradas apenas em duas das treze cidades planejadas. No segundo domingo dos protestos, tornou-se ainda mais incerto precisar quem eram os protestantes e quem eram meros transeuntes nas ruas. Apesar disso, a polícia organizou "imensas" operações de segurança em 20 e 27 de fevereiro. Noticiosos ocidentais divulgaram que, no dia 27, pelo menos quatro jornalistas estrangeiros foram atacados por oficiais de segurança à paisana em Pequim. Em Xangai, os protestantes impediram a polícia de efetuar uma prisão, obstruíram os cordões de isolamento policiais, conversaram com jornalistas estrangeiros e filmaram os protestos. No final de fevereiro, vários ativistas e advogados de direitos humanos foram detidos, e cinco pessoas acusadas de "incitar subversão contra o poder estatal", considerado crime sujeito a penas de mais de cinco anos de prisão na China.